# Trier, Stadtbibliothek, Hs. 171/1626

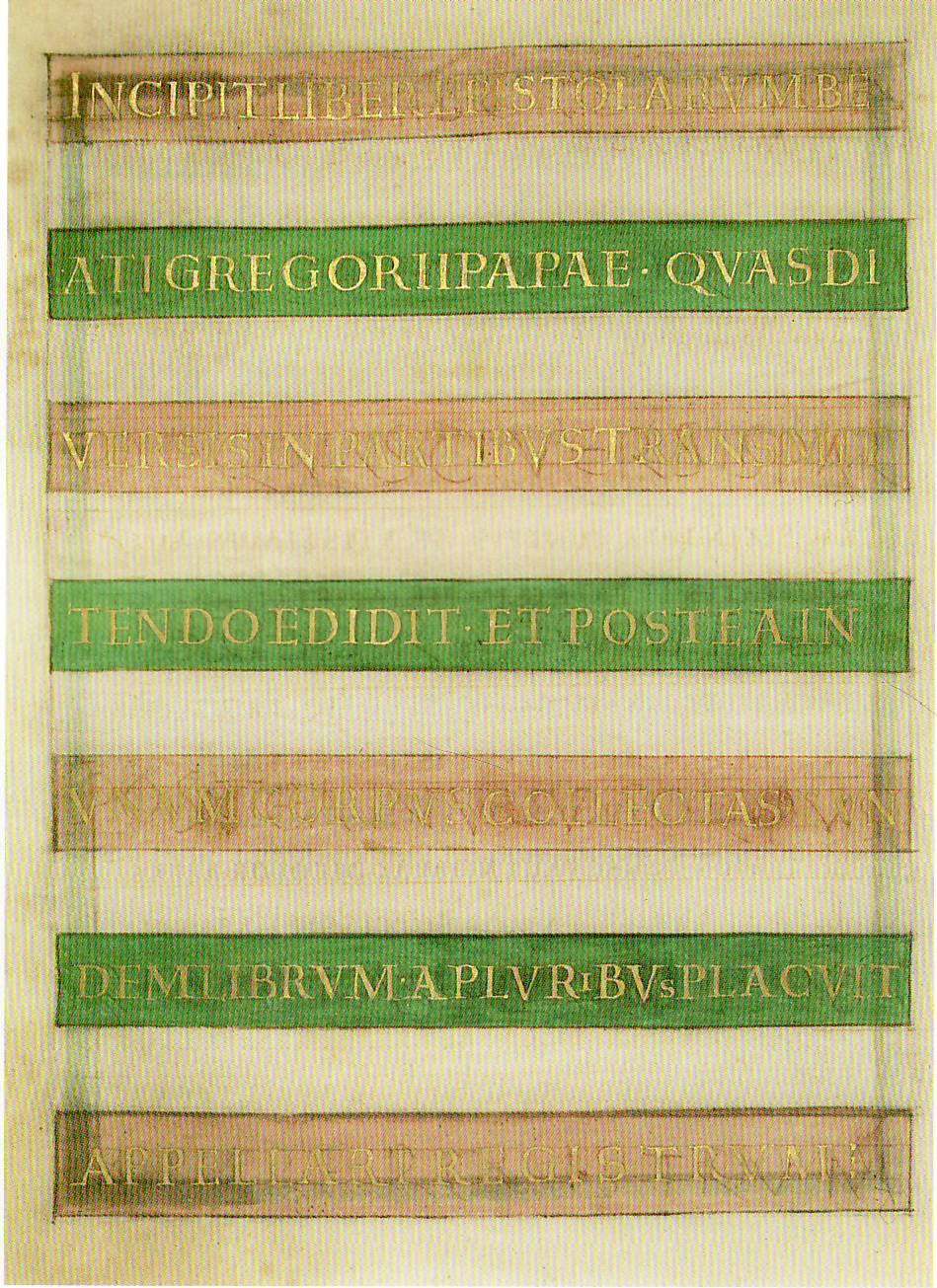
Fol. 1v des Trierer Fragments mit dem Titel der Handschrift

Trier, Stadtbibliothek, Hs. 171/1626 bzw. Trier, Stadtbibliothek, Hs. 171/1626a sind die Signaturen einer nicht vollständig erhaltenen Handschrift des 10. Jahrhunderts, von der ein weiteres Einzelblatt unter der Signatur Chantilly, Musée Condé, Ms. 14 bis erhalten ist. Die Handschrift enthielt eine Abschrift der Briefsammlung Papst Gregors des Großen, des Registrum Gregorii. Der Buchmaler der beiden erhaltenen Miniaturen, einer der markantesten Buchmaler seiner Zeit, erhielt daher den Notnamen Meister des Registrum Gregorii oder Gregormeister.

## Die Handschrift
Von der ursprünglich vermutlich über 200 Blatt umfassenden Handschrift sind insgesamt vier Teile erhalten geblieben:
- Das Gregorblatt, das Papst Gregor zeigt (Trier, Stadtbibliothek, Hs. 171/1626);
- das Ottoblatt, das den thronenden Kaiser Otto II. zeigt (Chantilly, Musée Condé, Ms. 14 bis);
- die Textzierseiten, ein Doppelblatt, das den Titel der Handschrift und ein Widmungsgedicht enthält (Trier, Stadtbibliothek, Hs. 171/1626a);
- ein 37 Blatt umfassendes Textfragment (dieselbe Signatur wie das Gregorblatt).

Aufgrund des Inhaltes des Widmungsgedichtes lässt sich die Entstehung der Handschrift auf nach 983 festschreiben, da darin der Tod Ottos II. beklagt wird. Das Widmungsgedicht verrät den Auftraggeber der Handschrift, Bischof Egbert von Trier, und den Empfänger der Handschrift, nämlich den Trierer Dom. Zu der Handschrift gehörte nach dem Widmungsgedicht auch ein mit Gold und Gemmen verzierter Prunkdeckel, ebenfalls eine Stiftung Egberts.
Über das Schicksal der Handschrift ist wenig bekannt. Ein Inventar des Trierer Domschatzes aus dem Jahr 1479 erwähnt die Handschrift als Item noch ein silbern buch costlich text vol costlichem Gesetyns und Perlin besatzter mit idel gulden buchstaben und heben ein 'Incipit liber epistularum beati Gregorii'. Wann die Handschrift zerlegt wurde, ist nicht bekannt, das Textfragment wurde im 18. Jahrhundert repariert und neu gebunden.

### Die Textzierseiten

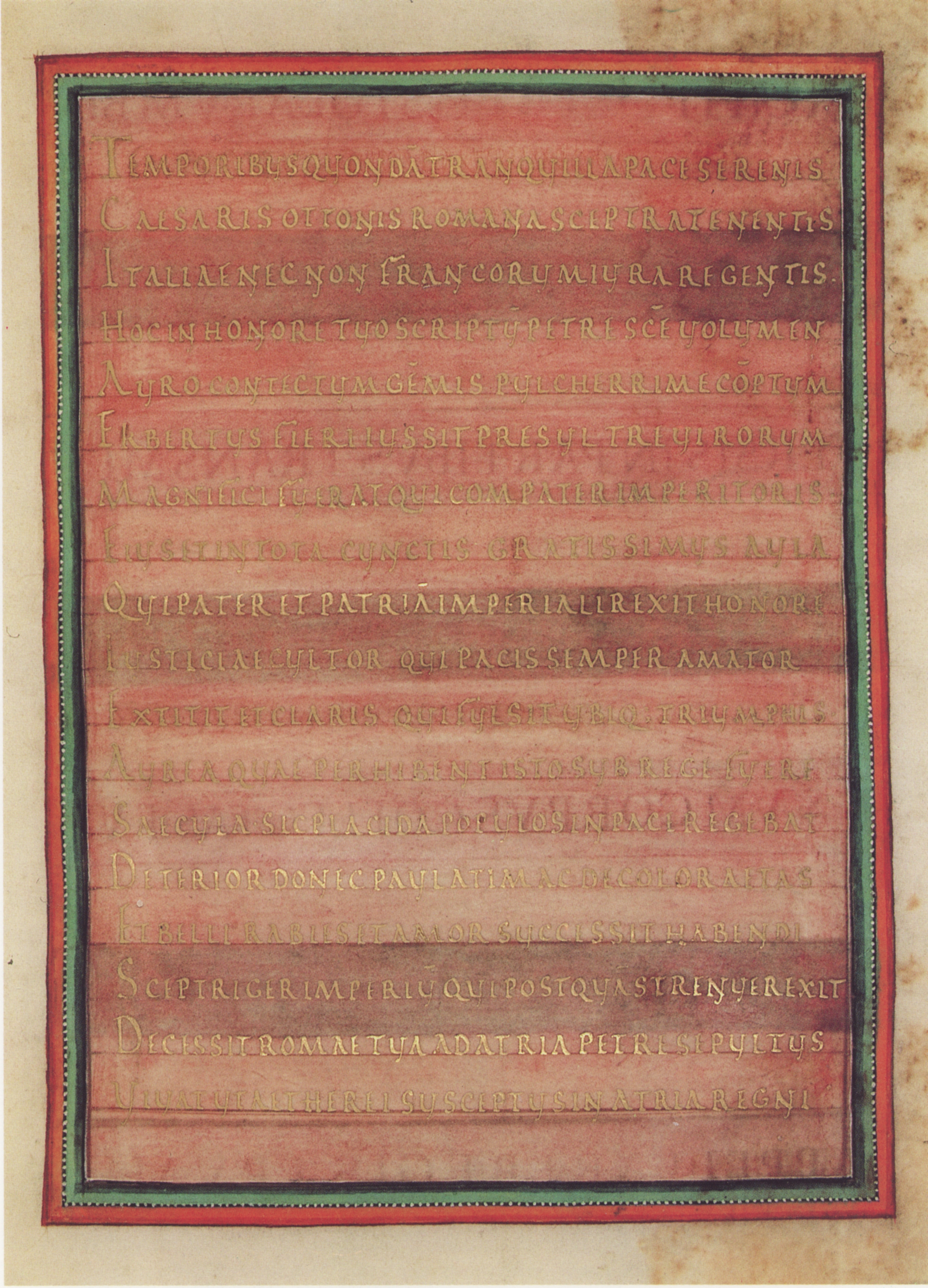
Fol. 1r des Trierer Fragments mit Widmungsgedicht

Das Doppelblatt in der Stadtbibliothek Trier misst 37,5 × 29,5 cm. Das Pergament ist deutlich stärker als das der übrigen Fragmente, vermutlich als Deckblatt für die Handschrift. Es enthält auf folio 1r das Widmungsgedicht Bischof Egberts, das in goldener Schrift auf Purpurgrund geschrieben ist:
Temporibus quondam tranquilla pace serenis

Caesaris Ottonis Romana sceptra tenentis,

Italiae necnon Francorum iura regentis

Hoc in honore tuo scriptum, Petre sancte, volumen

Auro contectum, gemmis pulcherrime comptum,

Ekbertus fieri iussit presul Trevirorum,

Magnifici fuerat qui compater imperatoris

Eius et in tota cunctis gratissimus aula,

Qui pater et patriam imperiali rexit honore,

Iusticiae cultor, qui pacis semper amator

Extitit et claris qui fulsit ubique triumphis.

Aurea quae perhibent, isto sub rege fuere

Saecula sic placida populos in pace regebat,

Deterior donec paulatim ac decolor aetas

Et belli rabies et amor successit habendi.

Sceptriger imperium qui postquam strenue rexit,

Decessit Romae tua ad atria, Petre, sepultus,

Vivat ut aetherei susceptus in atria regni.
Auf folio 1v folgt der ebenfalls mit Goldschrift auf Farbstreifen in Grün und Purpur geschriebene Titel der Handschrift. Hartmut Hoffmann erkannte in der Schrift (Capitalis rustica) der Zierseiten die Handschrift des Gregormeisters. Das in Hexametern verfasste Widmungsgedicht verrät, dass der Dichter die antike Literatur kannte, da es vier Zeilen aus Vergils Aeneis als Zitat enthält (8, 324–327: ab Aurea quae bis successit habendi). Die Regierungszeit Ottos II. wird dadurch dem von Vergil besungenen Goldenen Zeitalter gleichgestellt. Carl Nordenfalk hält sowohl Egbert selbst als auch den Gregormeister für mögliche Verfasser des Widmungsgedichts.

### Das Gregorblatt
Das Gregorblatt misst 26,5 × 19,5 cm und ist an den Rändern beschnitten. Es zeigt eine Szene aus einer Legende um das Entstehen der Werke des Kirchenlehrers Gregor. Der in einer über seinem Kopf befindlichen Beischrift als Notarius bezeichnete Schreiber-Diakon Petrus hat mit dem Griffel ein Loch in den Vorhang gebohrt, als das Diktat des Papstes länger pausierte. Gregor, in der Beischrift über seinem Kopf als GREGORIUS PP beschriftet, thront in seinem Gemach und lauscht der Inspiration durch die auf seiner Schulter sitzenden Taube des Heiligen Geistes. Auf der vom Schreiber gehaltenen Wachstafel steht jedoch kein Zitat aus den Schriften Gregors, sondern ein Zitat aus Jesus Sirach: Beatus vir qui in sapientia sua morabitur (Selig der Mann, der in der Weisheit verharrt; Sir 14,22).
Die kompliziert hintereinandergefügten Raumschichten wie auch der monumentale thronende Papst zeigen, dass der Gregormeister Raumtiefe und Plastizität verstand, und charakterisieren ihn als den größten bekannten Künstler seiner Zeit. Gleichzeitig kennzeichnet das Bild eine hoheitsvolle Ruhe, die durch die zarten, hellen Farben und die ausgewogene Bildkomposition erzeugt wird. Die Malerei entstand über einer vom Gregormeister selbst ausgeführten, für diesen Künstler typischen Vorzeichnung. Der Gregormeister verwendete Silberstift wie auch farbige Federzeichnung nebeneinander und legte durch den Einsatz von Lavierungen und Modellierungen seine Vorzeichnungen bereits sehr malerisch an. Von dieser Vorzeichnung ausgehend, malte er die Miniatur, wobei er allerdings in der räumlichen Konzeption von der Vorzeichnung abwich. Dem Vorhang, der sich um die beiden Säulen zur Rechten Gregors herumbiegt und so dem Bild Tiefe verleiht, entsprach im ursprünglichen Entwurf ein Vorhang zur Linken Gregors.
Das Einzelblatt mit Papst Gregor, das auf der Rückseite unbeschrieben ist, gelangte 1827 aus der Hand eines Sammlers in die Stadtbibliothek Trier.

### Das Ottoblatt
Das Einzelblatt in Chantilly, das sogenannte Ottoblatt, misst 27 × 19,8 cm und ist an den Blatträndern beschnitten. Die Miniatur zeigt einen thronenden Herrscher, der in der Beischrift links und rechts seines Kopfes als Otto Imperator august(us) identifiziert wird. Vier weibliche Figuren, die durch Beischriften über den Köpfen als Personifikationen der Provinzen Germania, Francia, Italia, Alemannia ausgewiesen sind, huldigen ihm. Das Einzelblatt stimmt in etwa mit der Größe der Textzierseiten des Registrum Gregorii mit dem Widmungsgedicht Egberts und dem Buchtitel überein, so dass das Blatt vermutlich aus derselben Handschrift stammt. Hierfür spricht auch, dass in dem Widmungsgedicht der Tod Kaiser Ottos II. beklagt wird, so dass der abgebildete Otto als Otto II. identifiziert wird. Nach anderer Auffassung sei in dem Kaiser Otto III. zu erkennen. Gegen diese Auffassung spricht jedoch, dass Otto III. erst 996 zum Kaiser gekrönt wurde, als Bischof Egbert, der Auftraggeber der Handschrift, bereits seit drei Jahren verstorben war.
Kaiserbilder gehörten nicht zur üblichen Bildausstattung von Manuskripten, die Briefsammlungen und ähnliche Texttypen enthielten. Es ist denkbar, dass Egbert die Miniatur erst spät im Entstehungsprozess der Handschrift als Huldigung an den verstorbenen Otto II. in das Bildprogramm der Handschrift einfügen ließ.
Figurenstil und Bildkomposition sind typisch für den Gregormeister, der sich an antiken Raumdarstellungen orientierte. Die Figuren sind in der Tiefe gestaffelt und wie die zurückfluchtenden Teile der Architektur und des Thrones zudem der Bedeutungsperspektive unterworfen, wodurch der Kaiser umso hervorgehobener erscheint. Dieser Bildaufbau wirkte stilbildend für die Herrscherbilder der Reichenauer Buchmalerschule, die wenig später entstanden.
Das Ottoblatt wurde 1862 von einem französischen Adeligen im Kunsthandel in London erworben und gelangte so in das Musée Condé. Da es auf Karton aufgezogen ist, ist nicht bekannt, ob sich auf der Rückseite Schrift befindet.
Gregorblatt und Ottoblatt waren ursprünglich zwei gegenüberliegende Seiten der Handschrift. Das Jesus-Sirach-Zitat des Gregorblattes bezog sich so auch auf den Kaiser. In den beiden Bildern rezipierte der Gregormeister eine Miniatur aus einer byzantinischen Bibel, der Niketas-Bibel (Kopenhagen, Gl. Kongl. Saml. 6). Dort befindet sich auf fol. 83 eine Miniatur, in welcher der thronende König Salomo im Gespräch mit dem links vor ihm sitzenden Jesus Sirach abgebildet ist. Bei gleichem Aufbau ersetzte der Gregormeister Jesus Sirach mit Gregor und Salomo mit Otto, der bezeichnenderweise in Prolog der Gesta Ottonis von Hrotsvit von Gandersheim als „Salomo revivus“ bezeichnet worden war.

### Das Trierer Textfragment

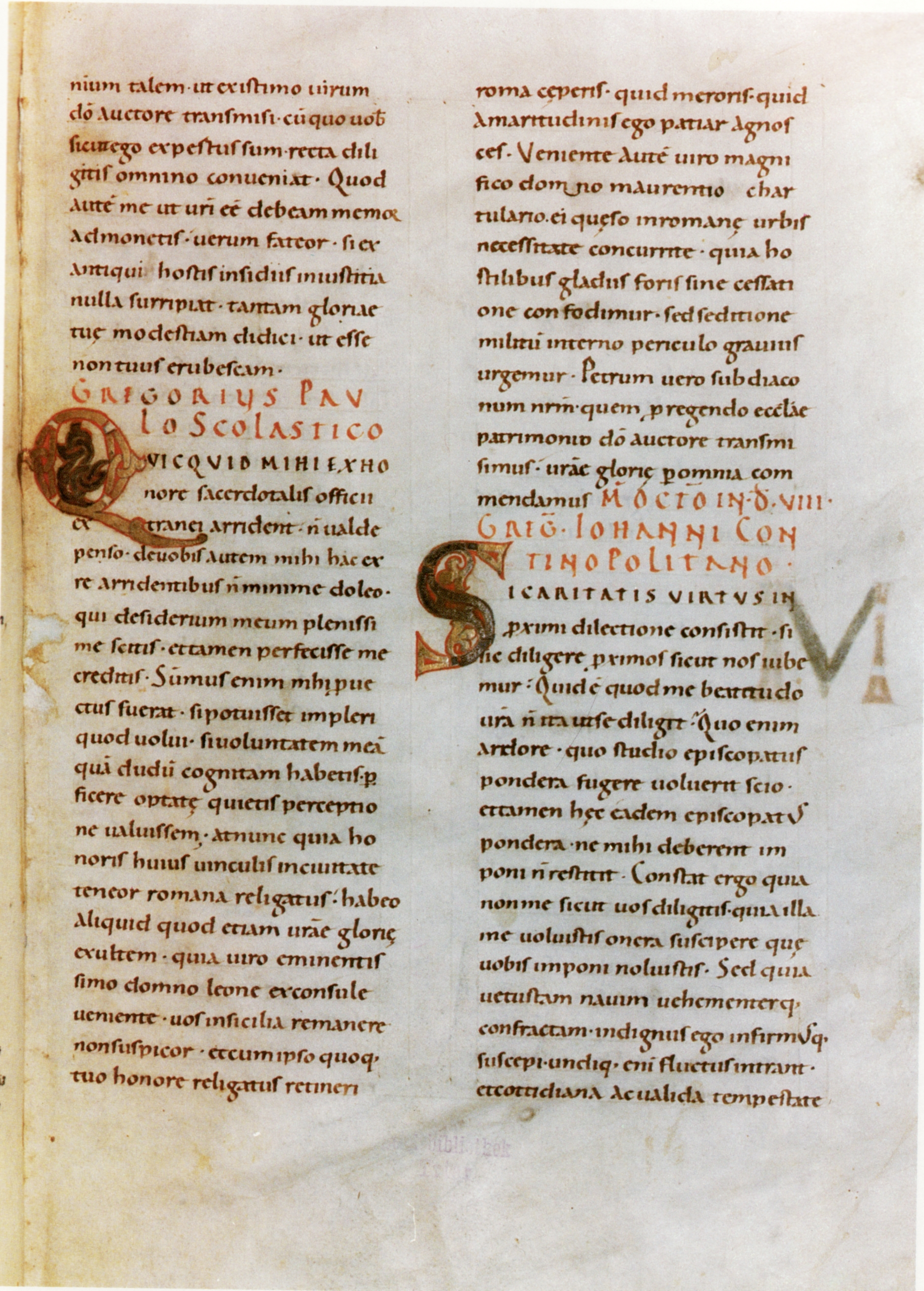
Fol. 2r des Trierer Textfragments

Das Textfragment eines Registrum Gregorii der Trierer Stadtbibliothek umfasst 37 Blatt im Format 35 × 28,5 cm. Aufgrund Format, Inhalt und Herkunft aus der Trierer Dombibliothek, die durch eine zur Ausbesserung verwendete Papierurkunde nachgewiesen wird, wird angenommen, dass das Fragment zur selben Handschrift wie die Textzierseiten und die Einzelblätter gehörte. Die Schreiber des Textes stammen nach Hartmut Hoffmann von der Insel Reichenau, Carl Nordenfalk bezeichnete das Fragment als sorgfältig geschriebene Bibliothekshandschrift. Der Text wurde nachträglich mit kleinen Initialen in Gold, Silber, Zinnober und Blei versehen, die aufgrund der geringeren Qualität nicht vom Gregormeister stammen. Ein Auftreten Reichenauer Schreiber spricht nicht gegen die Zugehörigkeit zu den übrigen Fragmenten unzweifelhaft Trierer Herkunft, da ein Zusammenwirken Reichenauer und Trierer Schreiber und Künstler auch am etwa gleichzeitig entstandenen Codex Egberti festzustellen ist.
Das Textfragment gelangte 1814 durch Johann Hugo Wyttenbach in die Stadtbibliothek Trier.
Nach den Untersuchungen von Paul Ewald gehört das Fragment, von ihm als R 2 bezeichnet, zu der Handschriftengruppe R, die auf die unter Hadrian I. vorgenommene Abschrift mit 686 Briefen aus dem originalen Register zurückgehen. Die Reihenfolge der Blätter ist nicht mehr die ursprüngliche. Indizien wie Reste einer Quaternionenzählung führten ihn zur Annahme, die Trierer Handschrift habe einen Umfang von 256 Blatt gehabt. Allerdings scheinen nach einem Eintrag des 12. Jahrhunderts zu der Zeit nur 662 Briefe vorhanden gewesen zu sein. Vom Text und seiner Anordnung her steht das Trierer Fragment der Handschrift R 1 (Cod. Cas. 71 in Montecassino) nahe, weist aber weniger orthografische Eigenheiten auf.